# Marcin Truszkowski
Marcin Truszkowski (ur. 8 września 1983 w Ostrołęce) – polski trener piłkarski i piłkarz występujący na pozycji napastnika. Obecnie pełni rolę pierwszego trenera klubu Czarni Węgrów. Wychowanek Narwi Ostrołęka, w swojej karierze grał także w takich zespołach jak Gryf Wejherowo, ŁKS Łomża, GKS Bełchatów, Jagiellonia Białystok, Górnik Łęczna, Ostrovia Ostrów Mazowiecka, Siarka Tarnobrzeg, Polonia Warszawa oraz ŁKS 1926 Łomża.